# Kisela Banja
Sallabajë en albanais et Kisela Banja en serbe latin (en serbe cyrillique : Кисела Бања) est une localité du Kosovo située dans la commune/municipalité de Podujevë/Podujevo, district de Pristina (Kosovo) ou district de Kosovo (Serbie). Selon le recensement kosovar de 2011, elle compte 506 habitants.

## Démographie

### Évolution historique de la population dans la localité
| 1948 | 1953 | 1961 | 1971 | 1981 | 1991 | 2011 |
| ---- | ---- | ---- | ---- | ---- | ---- | ---- |
| 286  | 303  | 348  | 416  | 481  | 518  | 506  |

|  |

### Répartition de la population par nationalités (2011)
En 2011, les Albanais représentaient 99,80 % de la population.